# Мета, Зубин

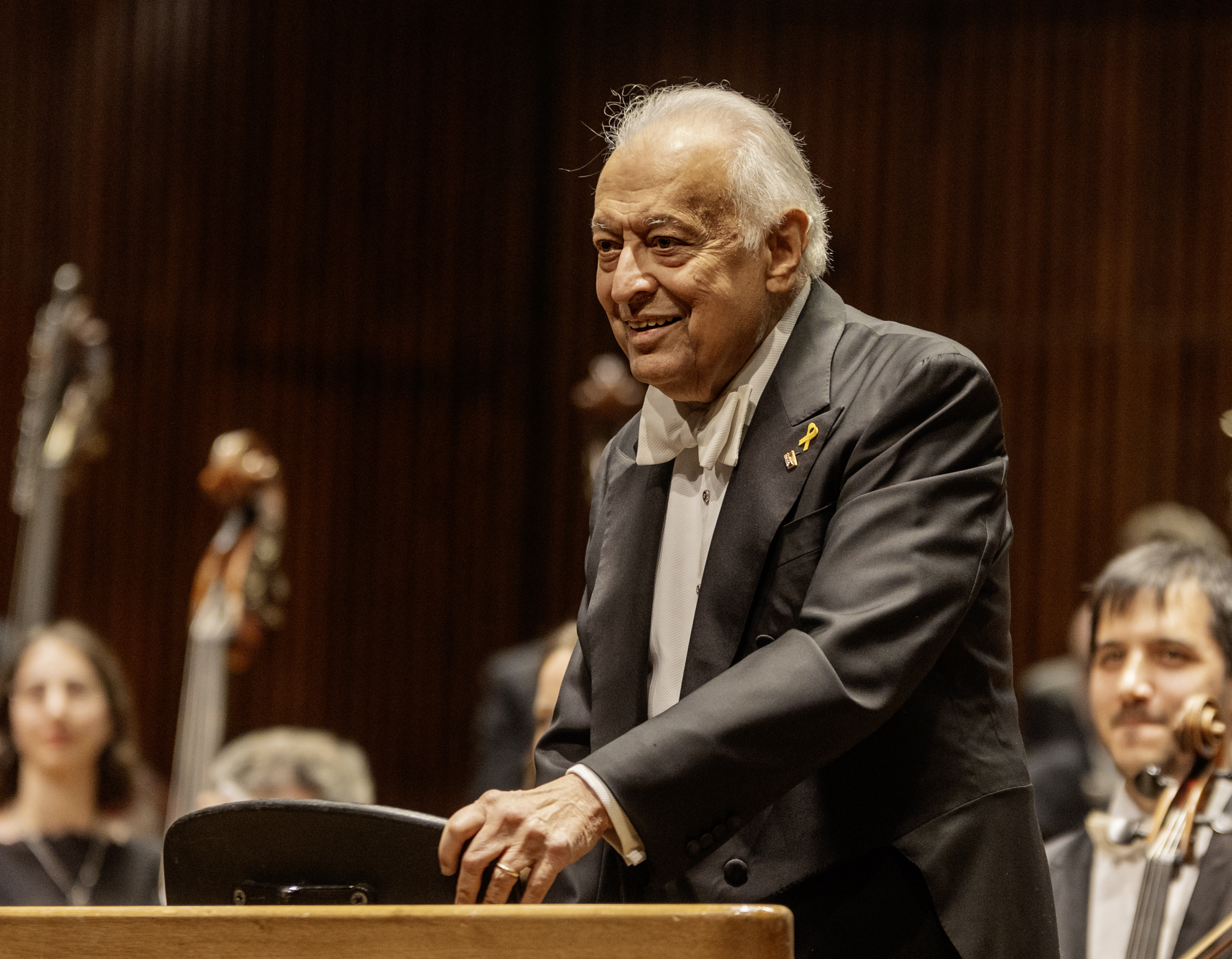
Зубин Мета. Выступление в Израиле. 2024

Зу́бин Ме́та (англ. Zubin Mehta; род. 29 апреля 1936, Бомбей, Британская Индия) — индийский дирижёр.

## Биография
Родился в аристократической индийской семье парсов, его отец Мели Мета был видным музыкантом — скрипачом и дирижёром. Мета-младший готовил себя к карьере врача, но затем передумал и поступил в Венскую консерваторию, где учился дирижированию у Ханса Сваровски, также изучая композицию, игру на контрабасе и ударных. В то же время занимался в музыкальной академии Киджи в Сиене (Италия) у А. Гальеры и К. Цекки, где познакомился с Д. Баренбоймом, дружба с которым во многом предопределила интерес Меты к Израилю. По окончании курса в 1958 году Мета был приглашён ассистентом дирижёра в Ливерпульский филармонический оркестр, в 1960—1967 годах возглавлял Монреальский симфонический оркестр, в 1962—1978 годах был музыкальным руководителем Лос-Анджелесского филармонического оркестра, в 1978—1991 годах — Нью-Йоркского филармонического оркестра. В 1969 году Мета был приглашён в качестве музыкального консультанта в Израильский филармонический оркестр, в 1977 году назначен его музыкальным руководителем; успех Меты в этом коллективе был настолько велик, что в 1981 году он был объявлен его пожизненным руководителем. Одновременно в 1998—2006 годах Мета возглавлял Баварскую государственную оперу.
Мета играет значительную роль в израильской культуре. В 1991 году за вклад в израильскую музыкальную культуру Мете была присуждена Государственная премия Израиля. В 2011 году Мета предложил себя на роль музыкального посла мира со стороны Израиля в странах арабского мира.
Зубин Мета — общепризнанный мастер крупных и глубоких симфонических полотен, таких, как симфонии Брукнера, Малера, Рихарда Штрауса. Вместе с тем он постоянно участвует в разного рода символических акциях, в концертах, чьё значение больше общественное, чем собственно музыкальное. Так, в 1990 году Мета дирижировал первым совместным концертом трёх теноров — Пласидо Доминго, Хосе Каррераса и Лучано Паваротти, — состоявшимся в Риме и приуроченным к финалу Чемпионата мира по футболу. В 1994 году Мета дирижировал Реквиемом Моцарта в исполнении хора и оркестра Сараево на развалинах Национальной библиотеки Сараево, разрушенной в ходе Югославских войн. В 1999 году Мета дирижировал Второй симфонией Малера на концерте, проведённом вблизи бывшего нацистского концлагеря Бухенвальд, причём симфония исполнялась двумя оркестрами, которыми в это время руководил Мета, — Израильским филармоническим и Баварским государственным; оркестры располагались друг напротив друга. Мета пять раз — в 1990, 1995, 1998, 2007 и 2015 годах — дирижировал традиционным Новогодним концертом в Вене.
Одна из значительных страниц в творческой биографии Меты — постановка фильма-оперы «Турандот» Джакомо Пуччини вместе с китайским режиссёром Чжан Имоу.
По состоянию на 2020 год Мета является мировым рекордсменом по количеству безуспешных номинаций на «Грэмми»: он был выдвинут на получение премии 18 раз, но ни разу не стал её лауреатом.

## Награды
- Падма Вибхушан (2001).
- Падма Бхушан (1966).
- Командор ордена «За заслуги перед Федеративной Республикой Германия» (2012, Германия).
- Баварский орден «За заслуги» (Бавария, Германия).
- Орден Максимилиана «За достижения в науке и искусстве» (2008, Бавария, Германия).
- Большой серебряный почётный знак на ленте «За заслуги перед Австрийской Республикой» (1997, Австрия).
- Австрийский почётный крест «За науку и искусство» 1 класса (Австрия).
- Золотой Почётный знак «За заслуги перед Веной» (2001, Австрия).
- Кавалер ордена Почётного легиона (2001, Франция).
- Командор ордена Искусств и литературы (2001, Франция).
- Большой крест ордена «За заслуги перед Итальянской Республикой» (2 мая 1996, Италия)[6]
- Великий офицер ордена «За заслуги перед Итальянской Республикой» (3 апреля 1991, Италия)[7].
- Командор ордена «За заслуги перед Итальянской Республикой» (2 июня 1975, Италия)[7].
- Командор ордена «За заслуги» (2023, Румыния)[8].
- Великий офицер ордена «За заслуги перед культурой»[рум.] в категории B «Музыка» (2003, Румыния)[9]
- Золотой Орден «За заслуги»[словен.] (30 августа 2019, Словения)[10].
- Компаньон ордена Австралии (2022, Австралия).
- Президентская медаль (2012, Израиль).
- Орден Достык 2 степени (2017, Казахстан)[11].
- Премия Израиля (1991).
- Премия Центра Кеннеди (2006, США).
- Императорская премия (2018, Япония).
- Премия Вольфа (1995).
- Введён в Зал славы журнала Gramophone[12].

## Галерея

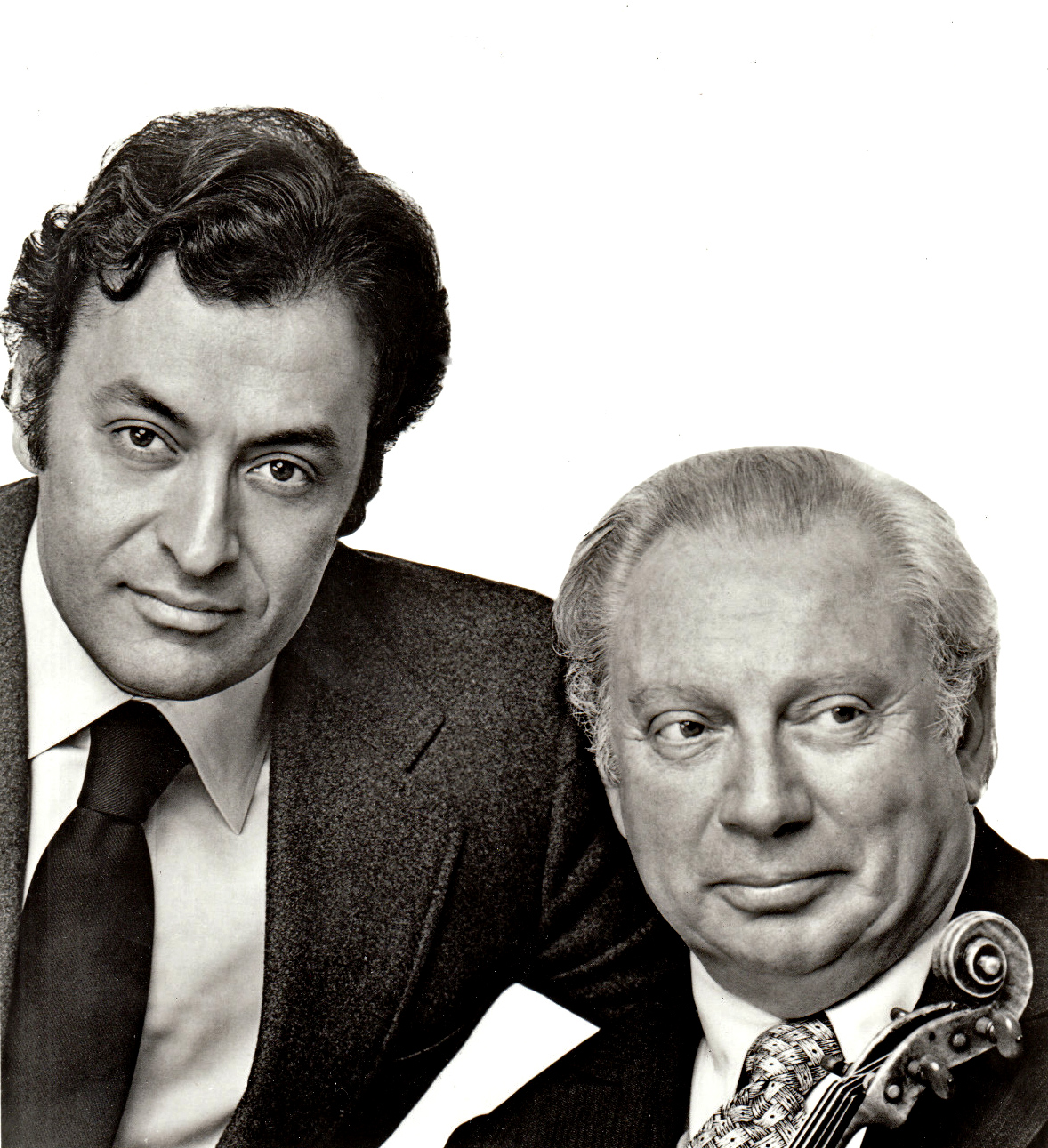
Мета с Айзеком Стерном в Линкольн-центре, 1980 г.
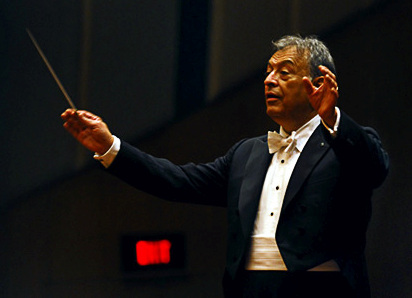
Зубин Мета дирижирует Израильским филармоническим оркестром, Мумбаи, 2008 год
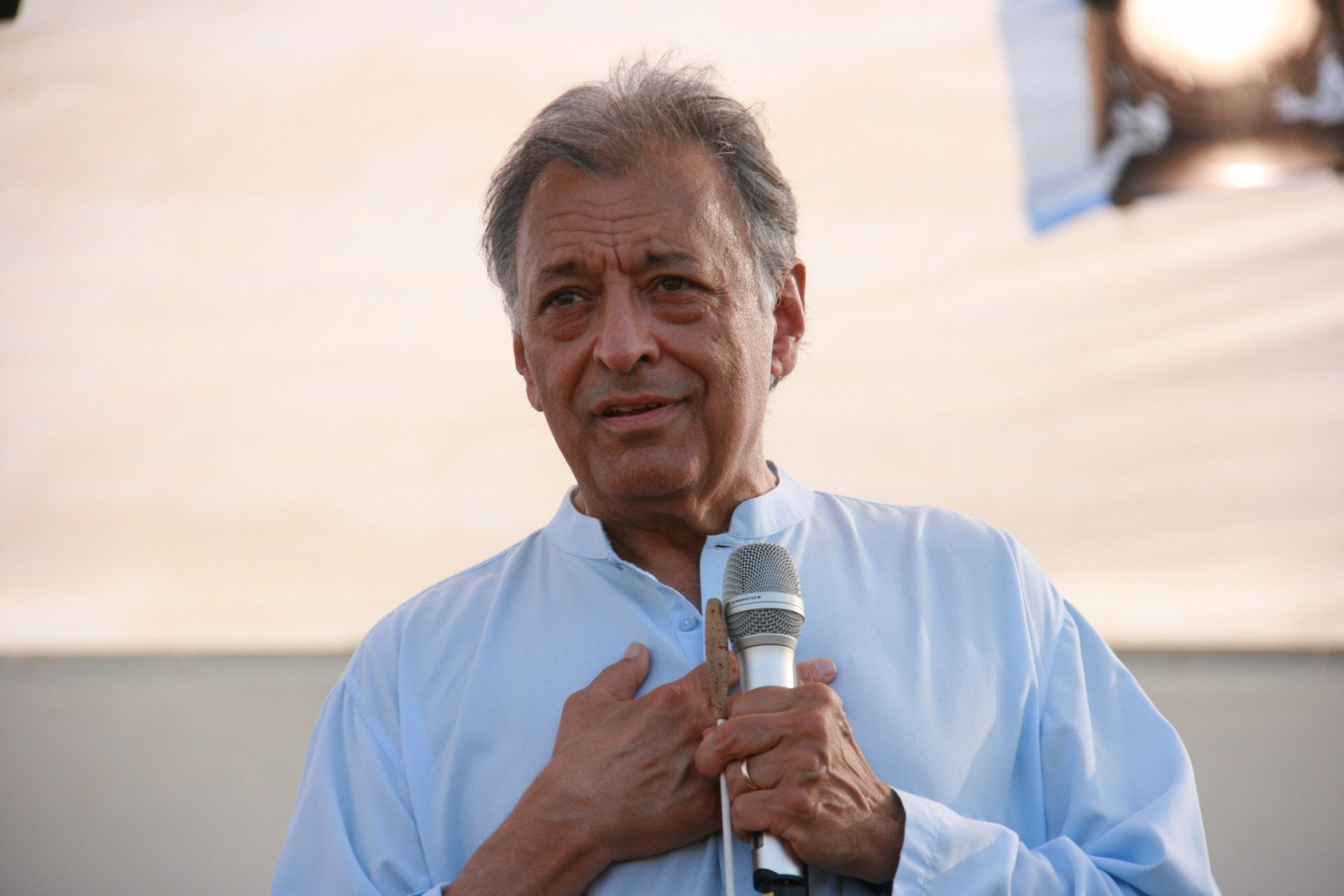
Зубин Мета, 2010 г.
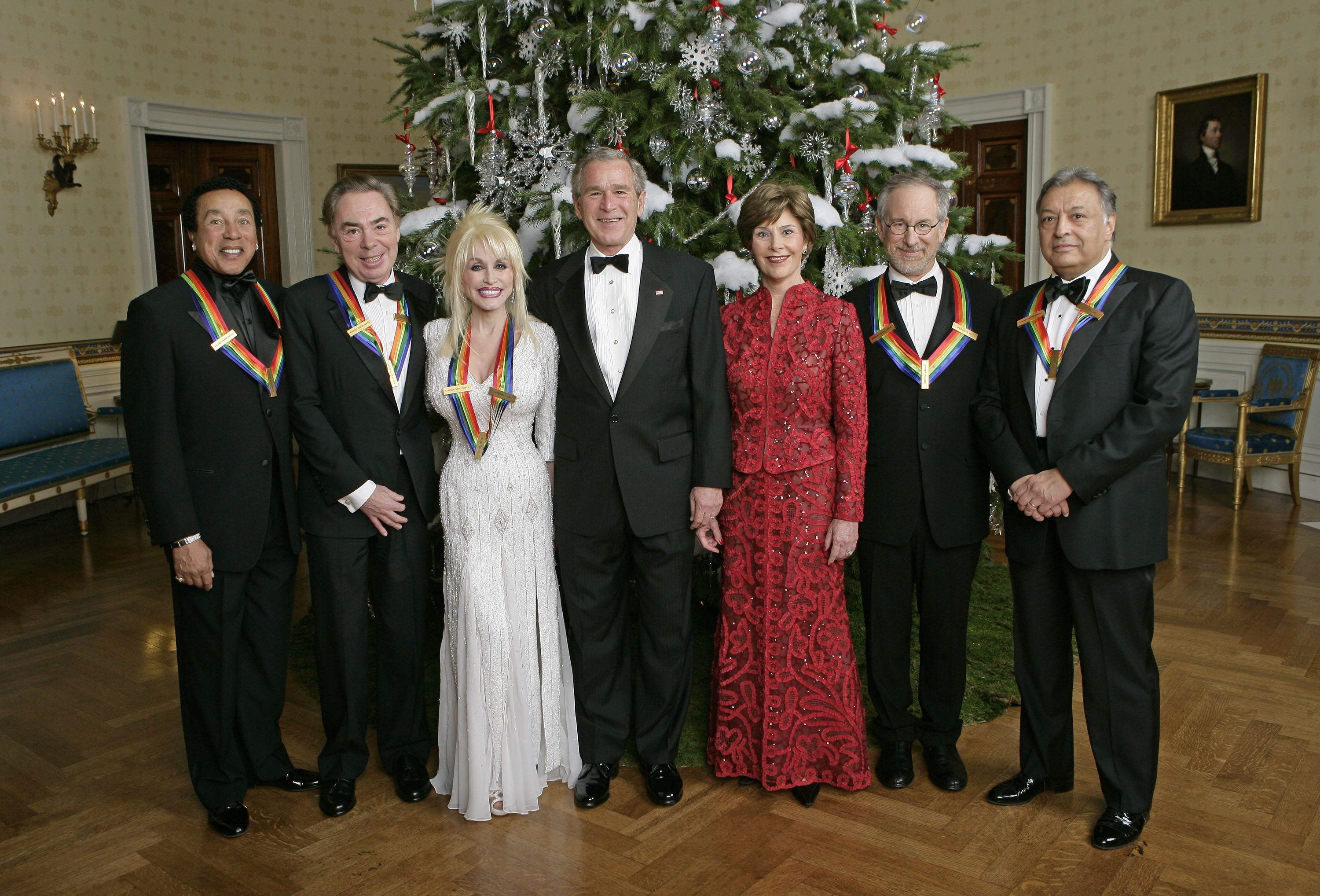
Президент США Джордж Буш и первая леди Лора Буш вместе с лауреатами Центра Кеннеди стоят в Синей комнате Белого дома во время приёма в воскресенье, 3 декабря 2006 года. Зубин Мета крайний справа.
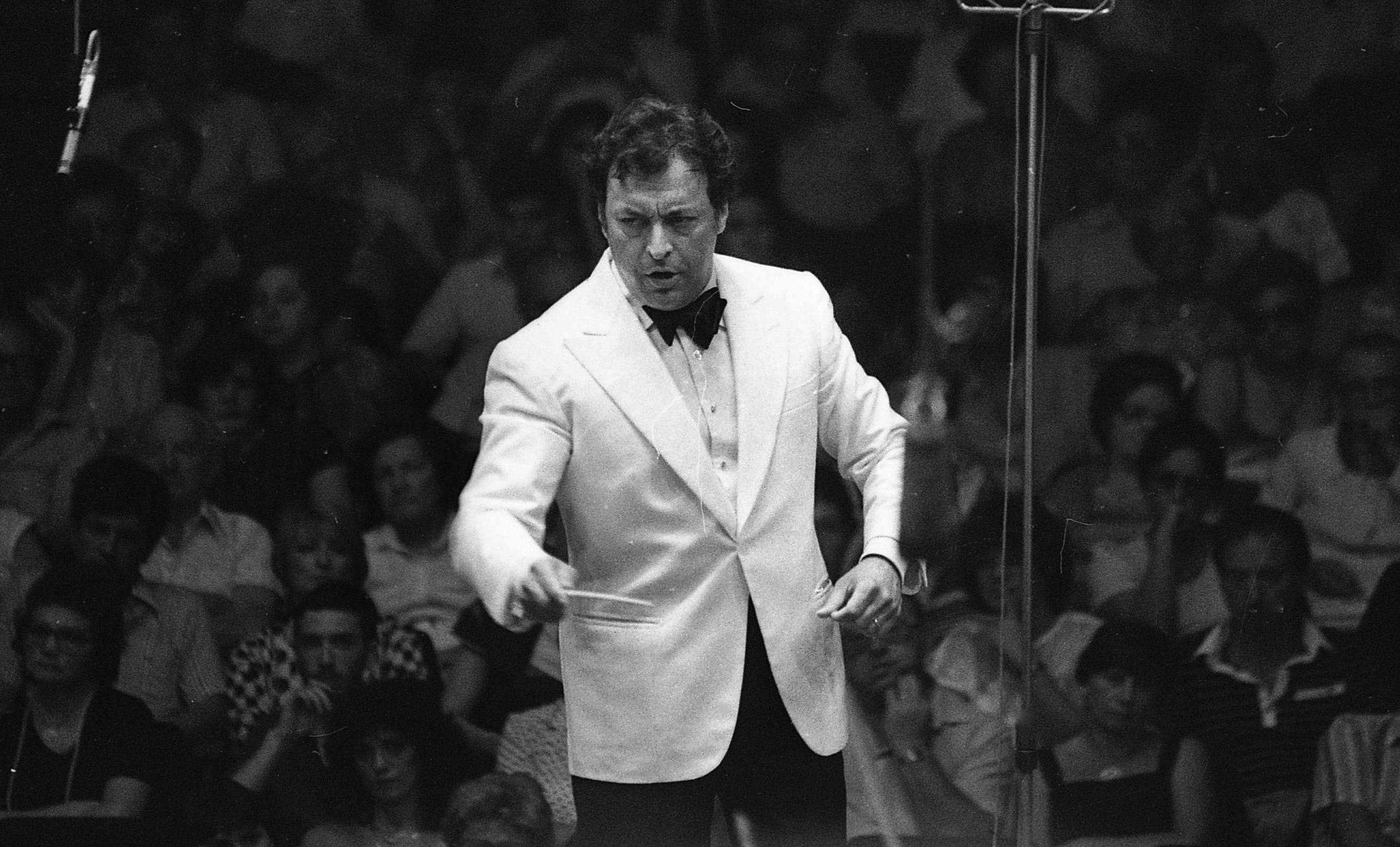
Зубин Мета дирижирует концертом 1983 года.